# Cortiguera (Cantabria)
Cortiguera es una localidad y un monte del municipio de Suances (Cantabria). Está a una distancia de 2 kilómetros de Suances y se asienta a 80 metros de altitud. Está en un alto, lo que permite que, desde el mirador que lleva su nombre, se vea una vista panorámica de la ría de San Martín y del interior. Cuenta con 683 habitantes (2008). Celebra las fiestas de san Juan el 24 de junio y de "San Juanuco" el día 6 de mayo. Quedan ruinas de la iglesia de Santo Domingo de la Barquería, junto a la que se ha descubierto una necrópolis, todo ello del siglo XI. Se conserva, muy reformada, una torre del siglo XVI llamada Torre de los Barreda. Aquí nació Eduardo Fernández-Regatillo y Gómez Pidal, jurista del siglo XX.

## Historia
De esta localidad es originaria la familia materna del General Manuel Belgrano, prócer argentino y creador de la bandera nacional argentina.

## Yacimiento arqueológico
La Masera o Castíu es una cumbre lindante con Hinojedo, aunque perteneciente a Cortiguera. La cima alcanza los 156 metros de altura. En este alto hay un yacimiento prehistórico datado de la Edad de Hierro II, quedando vestigios de un castro.

## Demografía
| 2000 | 2001 | 2002 | 2003 | 2004 | 2005 | 2006 | 2007 | 2008 | 2009 |
| ---- | ---- | ---- | ---- | ---- | ---- | ---- | ---- | ---- | ---- |
| 463  | 460  | 478  | 492  | 491  | 498  | 532  | 595  | 683  | 737  |

Fuente: INE